# ماركو كاتانيو
ماركو كاتانيو (بالإيطالية: Marco Cattaneo)‏ هو دراج إيطالي، ولد في 5 يونيو 1982 في ميلانو في إيطاليا.

## وصلات خارجية
- ماركو كاتانيو على موقع أرشيف الدراجات (الإنجليزية)
- ماركو كاتانيو على موقع إحصائيات الدراجات الإحترافية (الإنجليزية)
- ماركو كاتانيو على موقع نسبة الدراجات (الإنجليزية)